# هوندا استریم
هوندا استریم (به انگلیسی: Honda Stream) خودروی کامپکت ام‌پی‌وی است که از اکتبر سال ۲۰۰۰ تاکنون توسط شرکت خودروسازی ژاپنی هوندا تولید شده‌است.

## نگارخانه

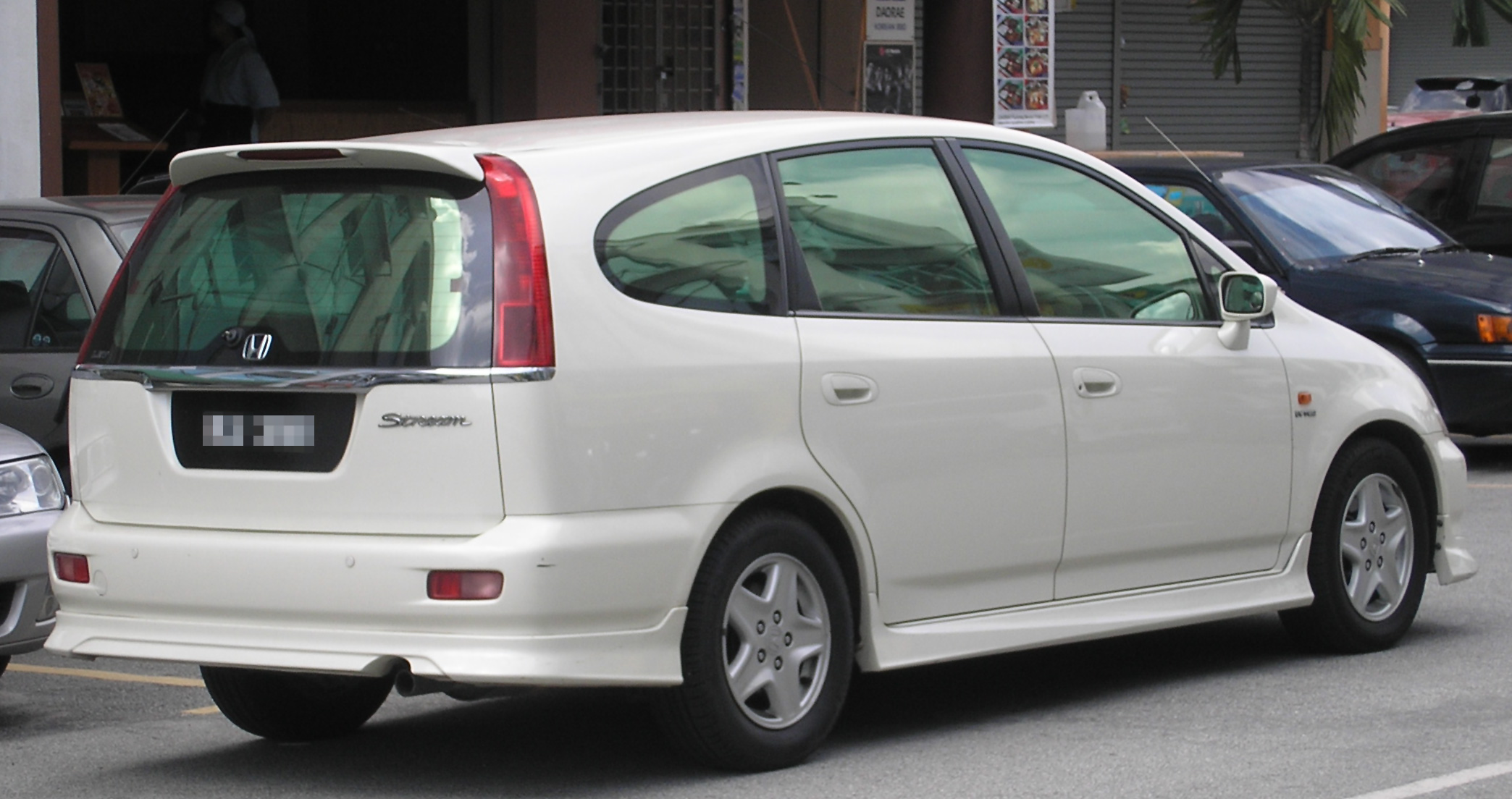
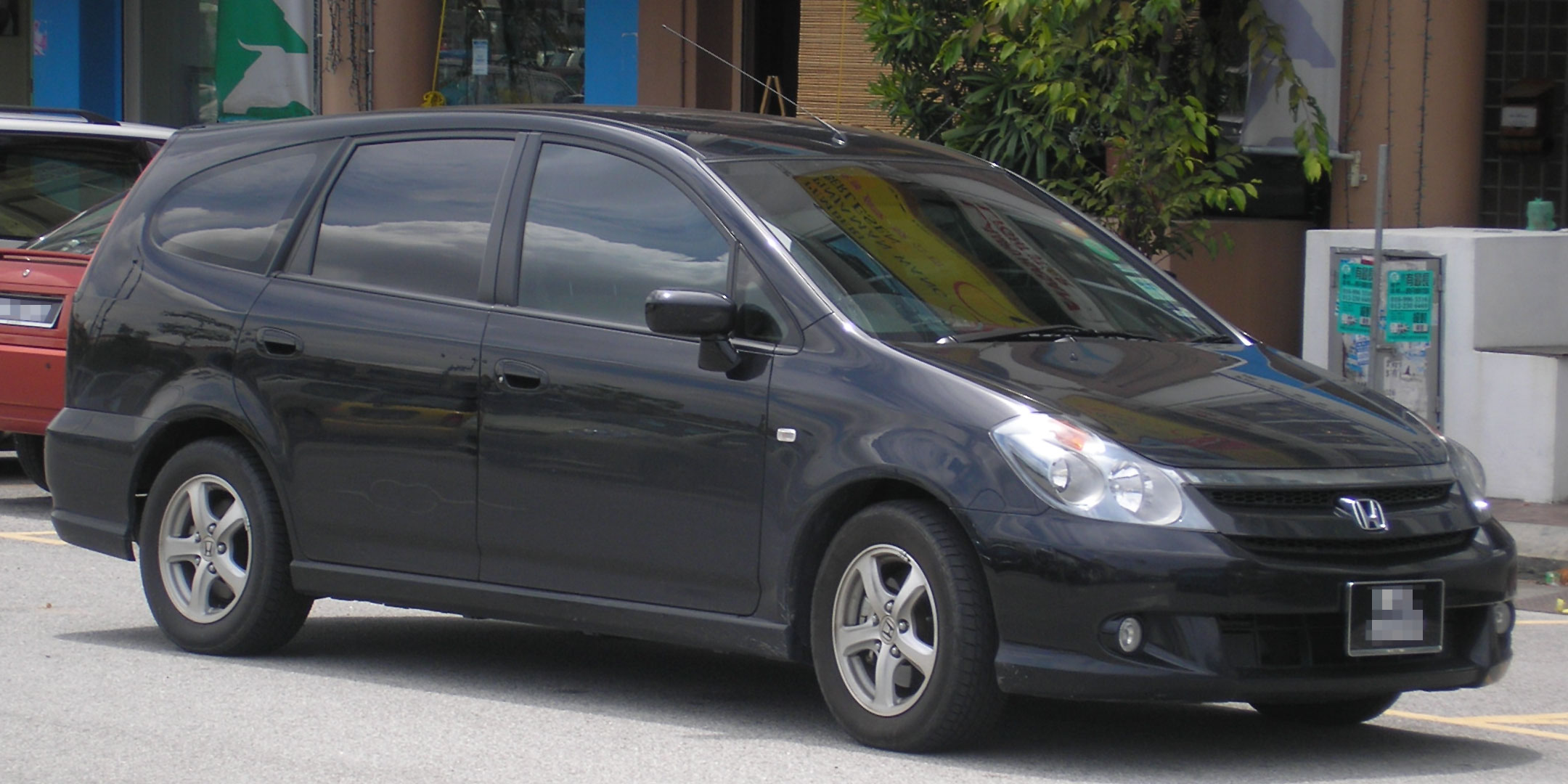
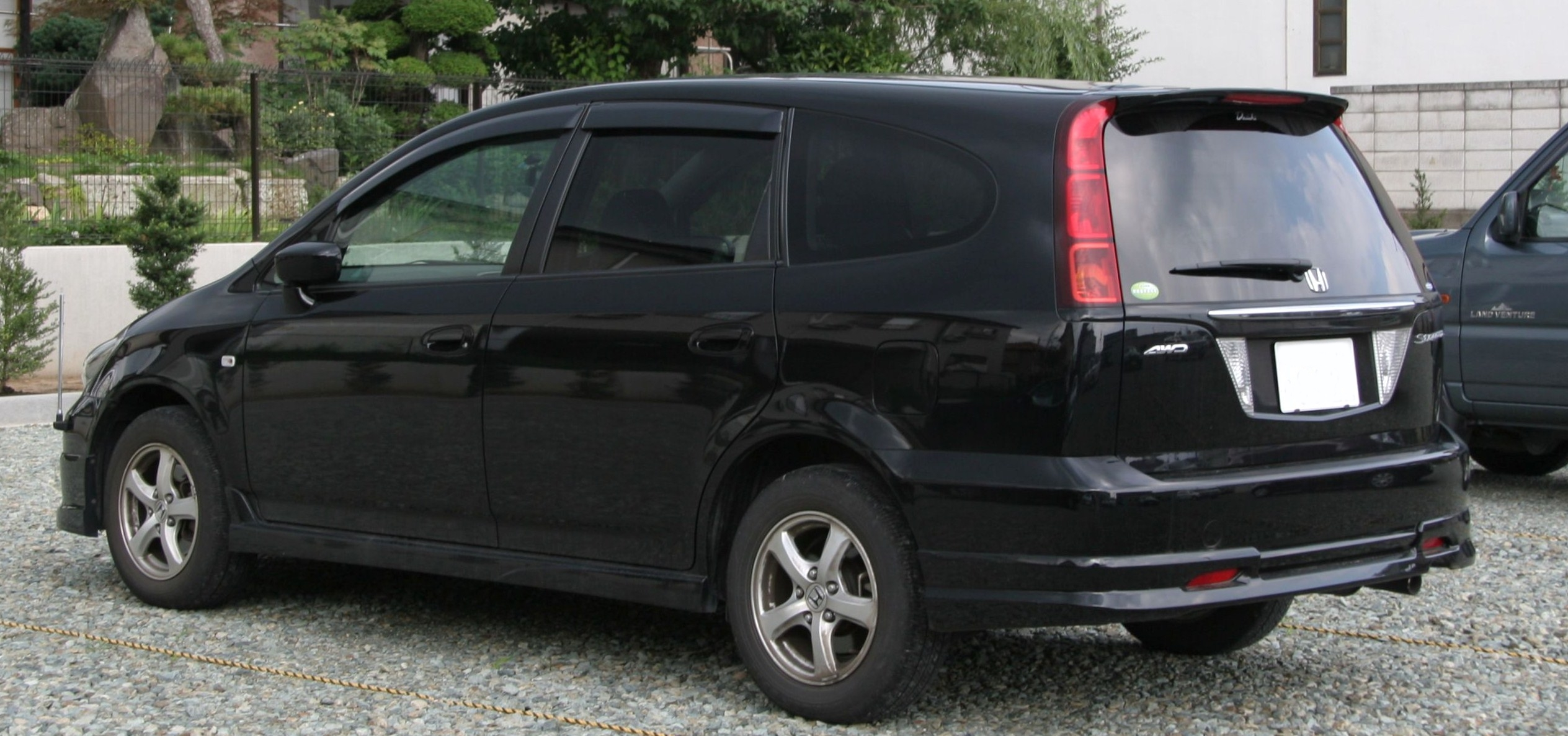